# ليمونين
الليمونين سائل هيدروكربوني صافٍ وشفا، ويصنّف ضمن التربينات الأحادية الحلقية، وهو المكوّن الأساس في زيت قشور الحمضيات. المتماكب-D هو المتماكب الأكثر شيوعًا في الطبيعة ويستخدم عطر البرتقال كمادة منكهة في صناعة الأغذية. ويستخدم الليمونين كذلك في التخليق الكيميائي كمادة بادئة لصناعة الكارفون وكمذيب في منتجات التنظيف. أما المتماكب-L وهو المتماكب الأقل شيوعًا، فينتشر في زيت النعناع وله رائحة شبيهة برائحة الصنوبر أو التربنتين.

## التفاعلات الكيميائية
يعدّ الليمونين تربينًا مستقراً نسبياً ويمكن تقطيره دون أن يتفكك، ولكنّه قد يتكسّر في درجات الحرارة المرتفعة ليتحول إلى الآيزوبرين. يتأكسد الليمونين بسهولة في الهواء الرطب منتجًا الكارفيول والكارفون وأكسيد الليمونين. وبوجود الكبريت، يفقد الليمونين الهيدروجين ليتحول إلى باراسيامين.

### التخليق الحيوي
ينتج الليمونين من بيروفوسفات الجيرانيل، وذلك عن طريق تكوين حلقة من كاربكتيون النيريل أو مكافئاته كما هو موضح أدناه. أما الخطوة الأخيرة فتتضمّن فقدان بروتون من الكاتيون لتكوين الألكين. 

## التأثير على الصحة
قد يؤدي دهن الجلد بالليمونين إلى حدوث تهيّج، ولكنّه يبدو آمنًا للاستخدامات البشرية. الليمونين مادة قابلة للاشتعال عندما يكون سائلًا أو بخارًا، ويعد مادة سامة للحياة المائية.

## وصلات خارجية
طيف الكتلة لليمونين.